# Patrick O'Brian
Pour les articles homonymes, voir O'Brian et Russ (homonymie).
Œuvres principales
- Série Aubrey–Maturin

Patrick O'Brian, né Richard Patrick Russ le 12 décembre 1914 à Chalfont St Peter dans le Buckinghamshire et mort le 2 janvier 2000 à Dublin, est un écrivain britannique qui a choisi de publier ses romans sous un nom de plume irlandais. Biographe et traducteur, il s'est rendu célèbre dans les pays anglo-saxons pour la saga des Aubreyades.

## Biographie
Né près de Londres en 1914, il a une enfance marquée par la maladie, car il souffre d'une fragilité des poumons qui l'oblige à passer ses journées au lit. Ayant découvert, jeune homme, la mer et les bateaux, il souhaite s'engager dans la Navy mais est déclaré inapte en raison de sa santé précaire. Durant la Seconde Guerre mondiale, il doit se contenter de conduire les ambulances.
À la sortie de la guerre, il s'installe avec sa seconde femme au Pays de Galles puis, en 1949, à Collioure en France. C'est au milieu des années 1950 que le public anglo-saxon commence à s'intéresser à ses premiers romans maritimes. Il se lance dans des traductions d'œuvres françaises, puis dans une épopée maritime dans les années 1960, conseillé par un éditeur américain. C'est la naissance en 1969 de Jack Aubrey et de Stephen Maturin, dans Maître à bord, premier ouvrage de la saga qui allait compter vingt-et-un tomes, dont un inachevé. La notoriété ne dépasse pourtant pas le cercle des amateurs de combats navals jusqu'à ce que, en 1989, l'éditeur Norton relance les livres sur le marché américain. La célébrité aux États-Unis et en Angleterre est désormais au rendez-vous : en 1991, le New-York Times parle du « meilleur roman historique jamais écrit ». En 1996, les Presses de la Cité achètent les droits de la série : la renommée dépasse désormais les frontières anglo-saxonnes.
Patrick O'Brian meurt pendant un séjour à Dublin le 2 janvier 2000. Son corps est ramené à Collioure où il est inhumé auprès de son épouse Mary, décédée quelques mois plus tôt.

## Analyse de l'œuvre
Les romans de Patrick O'Brian regorgent de termes techniques de la marine à voile de l'époque (1789-1815). Les combats maritimes sont sanglants, même pour le vainqueur.
Après ses premiers livres maritimes, The Golden Ocean et The Unknown Shore, basés sur l'expédition Anson (dont le naufrage du Wager), Patrick O'Brian écrit Les aventures de Jack Aubrey, ou Aubreyades, une série de vingt romans historiques. L'action de ces romans se déroule pendant les guerres napoléoniennes avec pour point commun l'amitié entre le capitaine de la Royal Navy, Jack Aubrey, et le chirurgien de bord, Stephen Maturin. Maturin est également médecin, naturaliste et agent secret. Le 21e roman de la série, laissée inachevée par la mort de O'Brian en 2000, est publié fin 2004.
En 2003 sort le film Master and commander : De l'autre côté du monde, basé sur les livres de cette série, notamment Maître à bord, La "Surprise", La Lettre De Marque, et particulièrement De l'autre côté du monde. Le rôle de Jack Aubrey est interprété par Russell Crowe, et celui de Stephen Maturin par Paul Bettany.

### Le personnage de Jack Aubrey
Ce personnage est fortement inspiré de la carrière de Lord Thomas Cochrane, notamment :
- Le combat entre la Sophie et le Cagafuego, reprise du combat du Speedy et du Gamo ;
- La radiation de Cochrane du service après une fraude en Bourse ;
- Ses années passées au service de la marine chilienne.

#### Ses points forts
C'est un excellent capitaine, totalement dévoué à son pays. Il ne connaît pas la peur. Il est aimé et admiré par ses hommes, qui lui obéissent au doigt et à l'œil. Il est réputé avoir de la chance et faire de nombreuses prises, ce qui rapporte beaucoup d'argent à son équipage (et à lui-même).

#### Ses points faibles
- Sur le plancher des vaches, il se fait très facilement arnaquer. Il cumule les dettes, sans être dépensier.
- Il a une très bonne épouse, Sophie, qu'il aime tendrement, mais qui lui cause beaucoup de soucis, par sa jalousie ou par son incapacité à dater ses courriers : le courrier met parfois 6 mois pour arriver et il arrive dans le désordre. Le malheureux capitaine est obligé d'essayer de reconstituer l'ordre chronologique des lettres qui lui arrivent.
- Son père, le général Aubrey, député radical, est une malédiction : ses interventions à Londres sont désastreuses pour la carrière de son fils. De plus, il n'y a pas de relation père-fils entre eux.
- Sans être réellement coureur, il se laisse facilement séduire par les femmes qu'il rencontre.

#### Autres
Le capitaine est fréquemment obligé de rappeler à son ami Maturin, que la mission dont ils sont chargés est plus importante que ses passionnantes recherches scientifiques sur les animaux (insectes, oiseaux ou autres).
Le capitaine Aubrey est aussi un excellent nageur, il n'hésite pas à sauter à la mer pour sauver un simple matelot, même au milieu des requins.
Sur les vaisseaux successifs du capitaine Aubrey, les punitions corporelles sont moins nombreuses que sur les autres vaisseaux britanniques. Par contre, il exige une discipline de fer de ses hommes. Régulièrement, il fait des exercices de tir au canon en pleine mer pour entraîner son équipage, la rapidité et la précision sont vitales pour lui. Il impose aussi que le bateau soit nettoyé régulièrement.
Il aime les jeux de mots, comme les autres marins, ce qui rend toujours perplexe son ami Maturin. Son modèle est Horatio Nelson, sur mer comme sur terre.

### Le personnage de Stephen Maturin
C'est le personnage le plus original, il cumule des traits de caractères très différents :
- c'est un excellent médecin ;
  - pendant les combats maritimes, il soigne les nombreux blessés graves.
  - Il fait des opérations chirurgicales en pleine mer, notamment quelques trépanations (quand la mer est calme)

- C'est un naturaliste passionné : il s'intéresse aux oiseaux, aux insectes, il peut passer toute sa journée à les observer.
  - C'est un crève-cœur pour lui lorsque le capitaine Aubrey fait passer le bateau juste à côté d'une île pleine d'animaux rares et passionnants sans s'arrêter (comme pour les îles Galápagos).

- C'est un redoutable agent des services secrets britanniques.
  - D'origine catalane (et irlandaise), il hait Napoléon qui a envahi une grande partie de l'Europe, dont l'Espagne.
  - Catholique irlandais, il a parfois des problèmes avec les institutions de la marine britannique.

- Il passe la majeure partie de sa vie en mer sans rien comprendre au fonctionnement d'un navire (ou tout ce qui touche la marine à voile), et en étant d'une maladresse redoutable lorsqu’il s'agit de monter dans un bateau.

- L'argent a peu d'importance pour lui. En fonction des différentes péripéties, il est soit un homme très riche, soit un simple médecin vivant sur sa solde de militaire.

- Il a des problèmes d'insomnie, qui lui ont fait adopter le laudanum, dont il devint dépendant, et dû subir un sevrage. Il passa ensuite au mâchonnement des feuilles de coca.

### Ennemi des navires négriers britanniques
La traite des noirs était interdite par la loi britannique à partir de 1807, contrairement à l'empire napoléonien dans lequel l'esclavage avait été rétabli en 1802. Il arrive donc au capitaine Aubrey d'avoir à chasser les vaisseaux négriers britanniques naviguant avec un pavillon de complaisance. Cela lui occasionne quelques procès à Londres, causés par la non-complaisance de certains pavillons.
Nos deux amis recueillent un couple d'enfants jumelles noires, sur une île dont les habitants ont été décimées par une maladie. Elles sont choyées par l'équipage, et apprennent très vite les deux formes d'anglais utilisés à bord : celui parlé par les simples matelots et celui parlé par les officiers.

### Histoire
O'Brian respecte la plupart du temps la trame politique et historique des guerres napoléoniennes. On peut voir dans ses livres des figures connues de la marine de l'époque :
- Melville et Saint-Vincent, Premiers Lords de l'Amirauté ;
- James Saumarez et William Sidney Smith, amiraux britanniques ;
- Sir Joseph Banks, président de la Royal Society ;
- le Duc de Clarence, héritier du trône ;
- l'amiral Linois, que les personnages combattent dans l'Océan Indien ;
- Bernardo O'Higgins et José de San Martín, qu'ils assistent au Chili.

Ses personnages assistent notamment :
- à la bataille d'Algesiras (1801),
- à la conquête de La Réunion et de l'île Maurice,
- au combat de la Shannon et de la Chesapeake durant la guerre de 1812,
- au début de l'utilisation de Malte comme base britannique, et au progressif abandon de Minorque,
- à l'indépendance du Chili.

## Œuvres
- The Golden Ocean (en) (1956)
- The Unknown Shore (en) (1959)
- Maître à bord ((en) Master and Commander, 1969)
- Capitaine de vaisseau ((en) Post Captain, 1972)
- La Surprise ((en) HMS Surprise, 1973)
- Expédition à l'île Maurice ((en) The Mauritius Command, 1977)
- L'Île de la Désolation ((en) Desolation Island, 1978)
- Fortune de guerre ((en) The Fortune of War, 1979)
- La Citadelle de la Baltique ((en) The Surgeon's Mate, 1980)
- Mission en mer Ionienne ((en) The Ionian Mission, 1981)
- Le Port de la trahison ((en) Treason's Harbour, 1983)
- De l'autre côté du monde ((en) The Far Side of the World, 1984)
- Le Revers de la médaille ((en) The Reverse of the Medal, 1986)
- La Lettre de marque ((en) The Letter of Marque, 1988)
- Le Rendez-vous malais ((en) The Thirteen Gun Salute, 1989)
- Les Tribulations de la Muscade ((en) The Nutmeg of Consolation, 1991)
- L'Exilée ((en) Clarissa Oakes, 1992)Publié aux États-Unis sous le titre The Truelove
- Une mer couleur de vin ((en) The Wine-Dark Sea, 1993)
- Le Commodore ((en) The Commodore, 1994)
- Le Blocus de la Sibérie ((en) The Yellow Admiral, 1997)
- Les Cent Jours ((en) The Hundred Days, 1998)
- Pavillon amiral ((en) Blue at the Mizzen, 1999)
- Le Voyage inachevé de Jack Aubrey ((en) The Final Unfinished Voyage of Jack Aubrey, 2004)Son décès empêcha Patrick O'Brian de le terminer

### Traductions
- Mémoires d'une jeune fille rangée de Simone de Beauvoir
- Papillon d'Henri Charrière
- De Gaulle par Jean Lacouture

### Biographies
- Picasso (éditée chez Gallimard)